# Kościół Najświętszego Serca Pana Jezusa w Wojsce
Kościół Najświętszego Serca Pana Jezusa w Wojsce – rzymskokatolicki kościół parafialny zlokalizowany we wsi Wojska (powiat tarnogórski, województwo śląskie). Funkcjonuje przy nim parafia Najświętszego Serca Pana Jezusa.

## Historia
Pocztowo miejscowość należała do parafii Wiśnicze. Pomysł budowy kościoła w Wojsce zaproponował w 1918 proboszcz Ernest Steuer, jednak nie doszedł on do skutku z uwagi na inflację i kryzys. 12 stycznia 1933 powołano ostatecznie komitet budowy z przewodniczącym Mikołajem Sołgą. Ziemię pod świątynię kupiono od małżeństwa Szwarc. Zezwolenie na budowę wydano 27 marca 1934. Kamień węgielny poświęcono 10 maja 1934 (ksiądz Józef Zachold). Budowa kosztowała 17.000 RMK, z czego 10.000 RMK pochodziło od mieszkańców wsi. 27 września 1934 dokonano konsekracji kościoła (biskup wrocławski Walenty Wojciech). Ostatnie prace wykonano w 1941 (ołtarz główny). 

## Architektura
Murowany obiekt wzniesiono na planie prostokąta. W korpus nawowy wbudowana jest wieża. Prezbiterium jest węższe od bryły i zamknięte półkoliście. Do nawy przylega zakrystia. Nawę przykrywa dwuspadowy dach z sygnaturką i dzwonem. W wieży wiszą dwa dzwony: „Eufemia” i „Jan”, poświęcone 26 lipca 1934. 
Ołtarz główny z białego marmuru pochodzi z 1941.

## Galeria

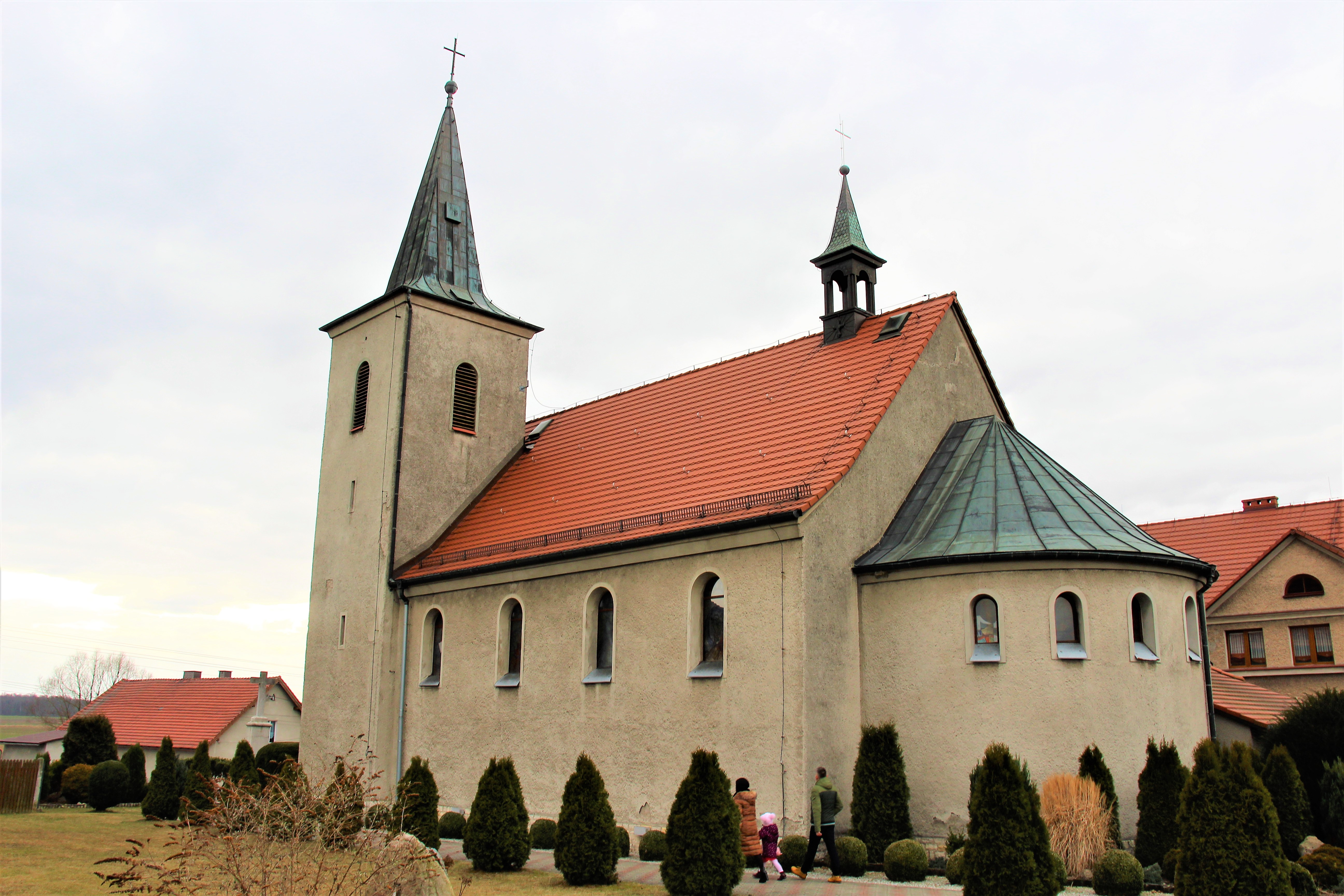
Widok od strony prezbiterium
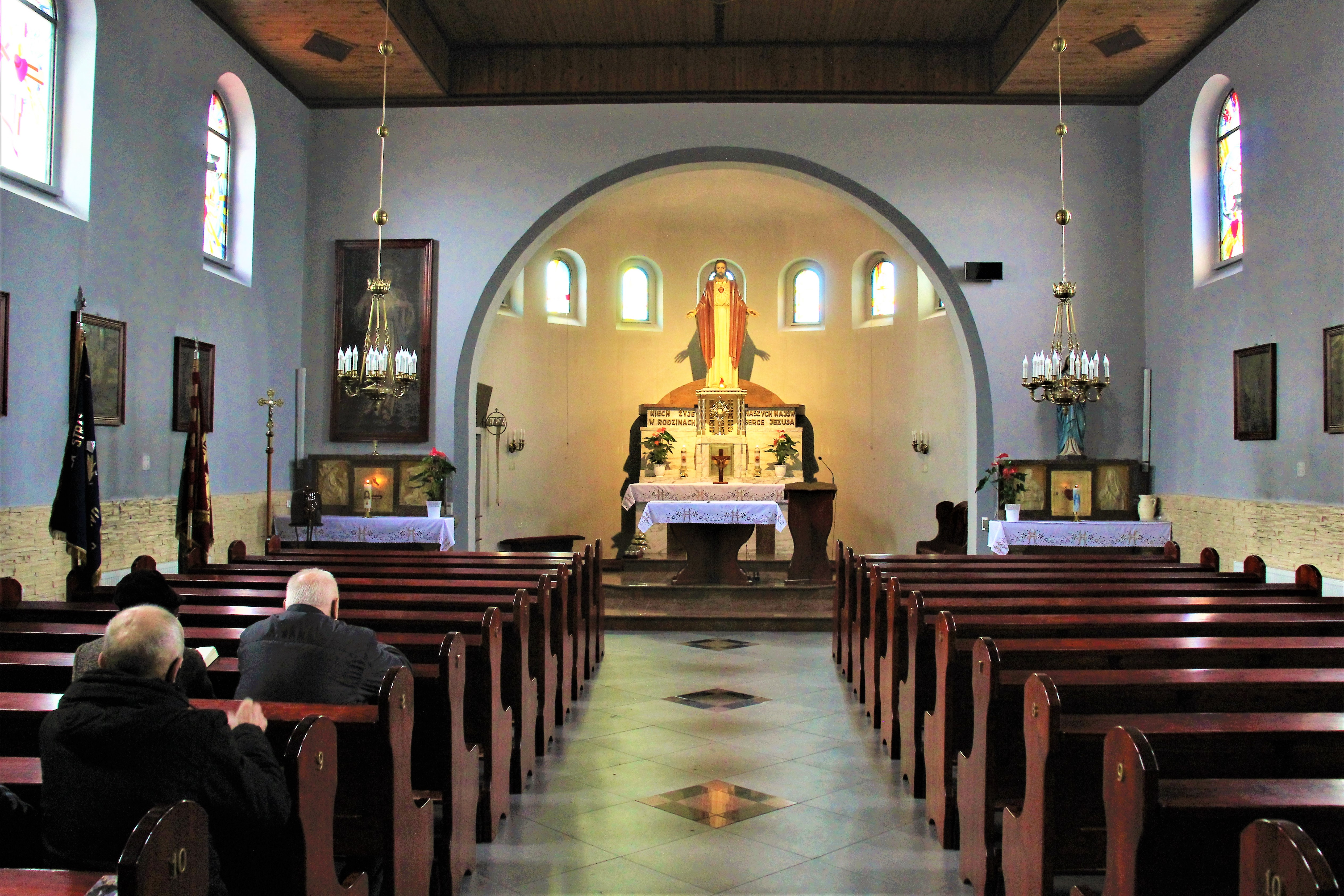
Wnętrze